# リュウズキ
リュウズキ（1964年 - 1989年）は、1960年代に活躍した日本の競走馬・種牡馬。1967年に行われた第27回皐月賞および1968年に行われた第13回有馬記念の優勝馬。1967年には啓衆社賞最優秀4歳牡馬を受賞している。
デビュー時は競走馬名に促音・拗音が使えなかったことから、使用可能となった1968年まではリユウズキと表記された。
※馬齢は、当時の旧表記（数え年）で統一する。

## 戦績

### 3歳時
1966年1月に矢倉玉男厩舎に入厩。500キログラムを超える雄大な馬格で、ほかの調教師から「トキノミノル以来の傑作」とも称されるなど、早くから高い評価を受けていた。
同年の6月26日に函館競馬場の新馬戦で油木宣夫を背にデビュー。翌年の桜花賞優勝馬シーエースを半馬身抑えて初勝利を挙げた。2戦目の函館3歳ステークスこそソエ（骨膜炎）が出たこともあって3着に敗れたが、このあと北海道3歳ステークスなど4連勝して3歳シーズンを終えた。レコードタイムでの勝利も2戦含まれるという好内容だった。

### 4歳時
3歳の暮れごろから裂蹄に悩まされていたということもあり、明け4歳の初戦は3月までずれこむこととなった。東京競馬場のオープン戦に勝利したが、続くスプリングステークスでは最後の直線で伸びを欠いてメジロフレームの6着に終わり、連勝記録が止まった。そのうえ左後肢に外傷を負うというアクシデントもあったが、クラシック初戦の皐月賞には、厩務員ストライキによる3週間の順延が幸いし、好仕上がりで臨むことができた。
スプリングステークスの敗戦により評価が下がり、皐月賞当日は単勝3番人気であった。レースではスタートから好位置につけ、第3コーナーから仕掛けていくと第4コーナー手前で先頭に立った。鞍上の郷原洋行自身「少し早い」と認める早仕掛けであったが、ホウゲツオー以下の追撃を2馬身半差で振り切り優勝した。郷原洋行と管理調教師の矢倉玉男は、ともにこれが初のクラシック制覇だった。
続く東京優駿（日本ダービー）では1番人気に推されたが、中団から伸びを欠き、アサデンコウの5着に入るまでだった。このあとは北海道に遠征。モンタサンをアタマ差抑えて函館記念を制し、不安視もされた2400メートルの距離を克服した。
秋はトライアル競走の京都盃から始動し、勝ったサトヒカルからアタマ差の2着となって菊花賞に臨んだ。逃げるヤマピットを見る形で進み、最後の直線半ばで先頭に立ったが、同じ矢倉厩舎の所属馬であるニットエイトの強襲にあって同馬から1馬身半差の2着に終わる。

### 5歳時
翌1968年は2月のオープン戦から始動。カブトシロー相手に快勝したが、このあと3連敗すると天皇賞（春）を回避し、短期の休養に入った。休養後はふたたび函館競馬場に遠征。オープン特別の巴賞を制すると、函館記念では61キログラムの斤量を背負いながら、レコードタイムで連覇を飾った。
秋は、目黒記念（秋）を3着として、天皇賞（秋）に出走。2番人気に推されたが、ニットエイトがレコード勝ちするなかで9着に沈んだ。続く有馬記念では、加賀武見がアサカオーに騎乗することから、鞍上には初騎乗となる森安弘明を迎えた。当日は6番人気にまで評価が落ちたが、リュウズキが得意とする不良馬場だったことも幸いし、積極的な先行策から第4コーナーで先頭に立つと、後続の追撃を寄せ付けず、ニウオンワードに2馬身半差をつけ優勝した。

### 6、7歳時
6歳となった翌1969年は、夏の函館でオープン戦を2勝するにとどまり、天皇賞（秋）は6着、連覇を狙った有馬記念では最下位の15着とともにいいところなく敗れている。翌1970年も現役を続行したが凡走を繰り返すのみで、札幌記念で6着に敗れたのを最後に引退した。

## 競走成績
以下の内容、netkeiba.comの情報に基づく。
| 競走日     | 競馬場 | 競走名             | 格 | 距離（馬場）  | 頭 数 | 枠 番 | 馬 番 | オッズ   | 人気     | 着順     | タイム   | 騎手      | 斤量 [kg] | 1着馬（2着馬）   |
| ---------- | ------ | ------------------ | -- | ------------- | ----- | ----- | ----- | -------- | -------- | -------- | -------- | --------- | --------- | ---------------- |
| 1966.06.26 | 函館   | 3歳新馬            |    | 芝1000m（不） | 7     | 4     | 4     | 03.7     | 1        | 01着     | 1:02.5   | 0油木宣夫 | 51        | (シーエース)     |
| 1966.07.17 | 函館   | 函館3歳S           | OP | 芝1200m（良） | 6     | 5     | 5     | 08.4     | 3        | 03着     | 1:14.8   | 0油木宣夫 | 53        | コキンホース     |
| 1966.08.13 | 札幌   | 3歳オープン        |    | ダ1000m（重） | 8     | 5     | 6     | 02.5     | 1        | 01着     | 1:00.6   | 0油木宣夫 | 51        | (ミスサバンナ)   |
| 1966.08.28 | 札幌   | 北海道3歳S         | OP | ダ1200m（良） | 9     | 3     | 3     | 06.4     | 3        | 01着     | 1:11.0   | 0油木宣夫 | 51        | (ヒーローブラス) |
| 1966.11.12 | 中山   | 3歳オープン        |    | 芝1200m（良） | 7     | 3     | 3     | 02.0     | 1        | 01着     | 1:10.8   | 0油木宣夫 | 53        | (ムネヒサ)       |
| 1966.12.03 | 中山   | 3歳オープン        |    | 芝1200m（良） | 8     | 6     | 6     | 01.9     | 1        | 01着     | 1:11.7   | 0小柳由春 | 52        | (トヨミナミ)     |
| 1967.03.11 | 東京   | 4歳オープン        |    | 芝1400m（重） | 6     | 2     | 2     | 01.9     | 1        | 01着     | 1:26.9   | 0野平祐二 | 54        | (サトヒカル)     |
| 1967.03.26 | 中山   | スプリングS        | OP | 芝1800m（良） | 9     | 4     | 4     | 01.5     | 1        | 06着     | 1:53.3   | 0野平祐二 | 55        | メジロフレーム   |
| 1967.04.30 | 中山   | 皐月賞             | OP | 芝2000m（稍） | 14    | 8     | 14    | 08.4     | 3        | 01着     | 2:06.6   | 0郷原洋行 | 57        | (ホウゲツオー)   |
| 1967.05.14 | 東京   | 東京優駿           | OP | 芝2400m（良） | 28    | 5     | 15    | 04.5     | 1        | 05着     | 2:31.7   | 0郷原洋行 | 57        | アサデンコウ     |
| 1967.08.06 | 函館   | 函館記念           | OP | 芝2400m（良） | 5     | 4     | 4     | 04.0     | 2        | 01着     | 2:30.4   | 0郷原洋行 | 56        | (モンタサン)     |
| 1967.10.29 | 京都   | 京都盃             | OP | 芝2000m（稍） | 11    | 8     | 10    | 02.9     | 1        | 02着     | 2:04.0   | 0油木宣夫 | 57        | サトヒカル       |
| 1967.11.12 | 京都   | 菊花賞             | OP | 芝3000m（重） | 21    | 7     | 16    | 06.9     | 2        | 02着     | 3:14.7   | 0郷原洋行 | 57        | ニツトエイト     |
| 1968.02.19 | 中山   | 5歳以上オープン    |    | ダ1700m（重） | 9     | 6     | 6     | 04.1     | 2        | 01着     | 1:45.3   | 0小柳由春 | 54        | (カブトシロー)   |
| 1968.03.10 | 中山   | 目黒記念           | OP | 芝2500m（良） | 16    | 6     | 11    | 03.6     | 1        | 13着     | 2:39.1   | 0郷原洋行 | 59        | ダイパレード     |
| 1968.03.24 | 中山   | 5歳以上オープン    |    | 芝1800m（重） | 5     | 3     | 3     | 01.9     | 1        | 02着     | 1:52.5   | 0小柳由春 | 55        | ナスノフブキ     |
| 1968.04.20 | 中山   | 5歳以上オープン    |    | 芝1800m（重） | 4     | 4     | 4     | 02.0     | 1        | 03着     | 1:52.8   | 0小柳由春 | 55        | ハクセンシヨウ   |
| 1968.07.14 | 函館   | 巴賞               | OP | 芝1800m（重） | 6     | 2     | 2     | 04.9     | 2        | 01着     | 1:51.0   | 0加賀武見 | 59        | (モンタサン)     |
| 1968.08.04 | 函館   | 函館記念           | OP | 芝2000m（良） | 8     | 5     | 6     | 02.9     | 1        | 01着     | 2:01.0   | 0加賀武見 | 61        | (ムオー)         |
| 1968.11.03 | 東京   | 目黒記念           | OP | 芝2500m（良） | 11    | 7     | 8     | 04.9     | 1        | 03着     | 2:36.9   | 0加賀武見 | 61        | メジロタイヨウ   |
| 1968.11.23 | 東京   | 天皇賞             | OP | 芝3200m（良） | 16    | 6     | 12    | 07.2     | 2        | 09着     | 3:21.8   | 0加賀武見 | 58        | ニットエイト     |
| 1968.12.22 | 中山   | 有馬記念           | OP | 芝2500m（不） | 11    | 7     | 8     | 13.2     | 6        | 01着     | 2:46.2   | 0森安弘明 | 56        | (ニウオンワード) |
| 1969.01.19 | 中山   | AJCC               | OP | 芝2500m（良） | 9     | 2     | 2     | 06.0     | 3        | 09着     | 2:39.9   | 0森安弘明 | 59        | アサカオー       |
| 1969.03.09 | 東京   | 目黒記念           | OP | ダ2300m（重） | 10    | 7     | 8     | 04.2     | 1        | 06着     | 2:24.6   | 0加賀武見 | 61        | スピードシンボリ |
| 1969.04.13 | 中山   | 中山記念           | OP | 芝1800m（良） | 12    | 3     | 3     | 出走取消 | 出走取消 | 出走取消 | 出走取消 | 0油木宣夫 | 61        | メイジシロー     |
| 1969.07.19 | 函館   | 4歳以上オープン    |    | 芝1700m（良） | 4     | 4     | 4     | 01.2     | 1        | 01着     | 1:45.8   | 0小柳由春 | 54        | (ミスコマツ)     |
| 1969.08.02 | 函館   | 4歳以上オープン    |    | 芝1700m（良） | 5     | 3     | 3     | 01.6     | 1        | 01着     | 1:44.0   | 0小柳由春 | 55        | (ダッシュリュー) |
| 1969.08.17 | 函館   | 青函S              |    | 芝1800m（良） | 7     | 6     | 7     | 02.9     | 1        | 03着     | 1:50.8   | 0郷原洋行 | 62        | ミスマルミチ     |
| 1969.09.28 | 中山   | 英国フェア開催記念 | OP | 芝1200m（良） | 6     | 6     | 6     | 06.1     | 4        | 02着     | 1:10.7   | 0加賀武見 | 58        | タケシバオー     |
| 1969.11.01 | 中山   | 4歳以上オープン    |    | 芝2000m（良） | 7     | 2     | 2     | 01.8     | 1        | 02着     | 2:03.4   | 0小柳由春 | 57        | クリロイス       |
| 1969.11.30 | 東京   | 天皇賞             | OP | 芝3200m（不） | 13    | 4     | 4     | 09.0     | 2        | 06着     | 3:36.1   | 0加賀武見 | 58        | メジロタイヨウ   |
| 1969.12.21 | 中山   | 有馬記念           | OP | 芝2500m（良） | 15    | 8     | 15    | 21.6     | 10       | 15着     | 2:37.3   | 0油木宣夫 | 55        | スピードシンボリ |
| 1970.03.14 | 東京   | 5歳以上オープン    |    | ダ1600m（良） | 12    | 3     | 3     | 11.0     | 4        | 08着     | 1:38.6   | 0小柳由春 | 57        | ヒガシヒンド     |
| 1970.04.11 | 中山   | 5歳以上オープン    |    | 芝2000m（不） | 6     | 3     | 3     | 06.4     | 3        | 06着     | 2:11.1   | 0小柳由春 | 57        | ダッシュリュー   |
| 1970.07.04 | 札幌   | 4歳以上オープン    |    | ダ1800m（良） | 10    | 6     | 6     | 07.6     | 4        | 06着     | 1:52.0   | 0小柳由春 | 56        | ヒデカブト       |
| 1970.07.19 | 札幌   | 札幌記念           | OP | ダ2000m（不） | 11    | 2     | 2     | 07.0     | 4        | 06着     | 2:04.2   | 0加賀武見 | 55        | ヒデカブト       |

## 引退後
引退後は吉田権三郎牧場で1971年から種牡馬として供用され、1987年までに209頭に種付けを行った。初年度産駒からカブトヤマ記念を制したリュウフブキをだし、ほかに三条の若草賞を勝ったリユウフレツシユを出した。
1987年に、1頭も受胎させることができなかったことから種牡馬を引退。同牧場で余生を送っていたが、1989年に老衰のため死亡した。
母の父としては中央で札幌3歳ステークス、地方に移籍後にとちぎ大賞典などを勝ったガルダンサーを出している。

## 評価
- 20世紀の名馬大投票 - 第194位

## 血統・血統表
父カバーラップ二世は競走馬としてアメリカ合衆国から日本に輸入された。競走馬名セイカンとして送った競走馬生活は7戦2勝と凡庸な成績だったが、種牡馬としては本馬のほかにワカクモ・カシュウチカラ・プリテイキャストなど、4頭の八大競走優勝馬を輩出する成功を収めた。
母オーカンは吉田牧場の生産馬。3 - 5歳時に優駿牝馬（オークス）など7勝を挙げた。母系をたどると小岩井農場の基礎輸入牝馬であるアストニシメントにまで遡るという日本の在来血統である。
兄弟には目立った活躍馬はいない。
| リュウズキの血統（ハイペリオン系 / アウトブリード） | リュウズキの血統（ハイペリオン系 / アウトブリード） | リュウズキの血統（ハイペリオン系 / アウトブリード） | （血統表の出典）  | （血統表の出典） |
| 父 *カバーラップ二世 1952 黒鹿毛                    | 父の父Cover Up 1943 黒鹿毛                          | Alibhai                                             | Hyperion          | Hyperion         |
| 父 *カバーラップ二世 1952 黒鹿毛                    | 父の父Cover Up 1943 黒鹿毛                          | Alibhai                                             | Teresina          |                  |
| 父 *カバーラップ二世 1952 黒鹿毛                    | 父の父Cover Up 1943 黒鹿毛                          | Bel Amour                                           | Beau Pere         | Beau Pere        |
| 父 *カバーラップ二世 1952 黒鹿毛                    | 父の父Cover Up 1943 黒鹿毛                          | Bel Amour                                           | Love Set          |                  |
| 父 *カバーラップ二世 1952 黒鹿毛                    | 父の母Betty Martin 1948 鹿毛                        | Hollyrood                                           | High Cloud        | High Cloud       |
| 父 *カバーラップ二世 1952 黒鹿毛                    | 父の母Betty Martin 1948 鹿毛                        | Hollyrood                                           | Mandy Hamilton    |                  |
| 父 *カバーラップ二世 1952 黒鹿毛                    | 父の母Betty Martin 1948 鹿毛                        | Rhoda F.                                            | Rhodes Scholar    | Rhodes Scholar   |
| 父 *カバーラップ二世 1952 黒鹿毛                    | 父の母Betty Martin 1948 鹿毛                        | Rhoda F.                                            | Notebook          |                  |
| 母 オーカン 1956 黒鹿毛                             | 母の父トシハヤ 1948 鹿毛                            | 大鵬                                                | *シアンモア       | *シアンモア      |
| 母 オーカン 1956 黒鹿毛                             | 母の父トシハヤ 1948 鹿毛                            | 大鵬                                                | *フリツパンシー   |                  |
| 母 オーカン 1956 黒鹿毛                             | 母の父トシハヤ 1948 鹿毛                            | 安優                                                | *セフト           | *セフト          |
| 母 オーカン 1956 黒鹿毛                             | 母の父トシハヤ 1948 鹿毛                            | 安優                                                | *ステフアニア     |                  |
| 母 オーカン 1956 黒鹿毛                             | 母の母フクニシキ 1948 栃栗毛                        | 月友                                                | Man o'War         | Man o'War        |
| 母 オーカン 1956 黒鹿毛                             | 母の母フクニシキ 1948 栃栗毛                        | 月友                                                | *星友             |                  |
| 母 オーカン 1956 黒鹿毛                             | 母の母フクニシキ 1948 栃栗毛                        | 第五ガリアス                                        | *プリメロ         | *プリメロ        |
| 母 オーカン 1956 黒鹿毛                             | 母の母フクニシキ 1948 栃栗毛                        | 第五ガリアス                                        | ガリアス F-No.7-c |                  |